# Luigi Servolini
Pour les articles homonymes, voir Servolini.
Luigi Servolini, né à Livourne le 10 mars 1906 où il est mort le 21 septembre 1981, est un graveur, critique d'art, bibliothécaire et traducteur italien.

## Biographie
Diplômé en Lettres de l'Université de Pise et de l'Académie des Beaux-Arts de Carrare, il se spécialise en Histoire de l'art médiéval et moderne à l'Université de Florence. 
En 1935, il promeut la création d'un musée de la gravure sur bois à Carpi, lieu de naissance d'Hugo de Carpi, invitant les xylographes italiens à envoyer des œuvres. Le Musée est inauguré en 1937. Il fonde aussi avec Carlo Carrà en 1955, l'association des graveurs italiens.